# 加藤泉 (画家)
加藤泉（かとう いずみ，1969年—），男，日本画家和雕塑家，出生于岛根县，1992年毕业于武藏野美术大学油画系。2004年创作雕塑《无题》。此后4chan网友Moto42以此为原型创作了虚构故事“SCP-173”，这也是SCP基金会的起源。

## 外部連結
- 創作和人生的冒險 貝浩登香港加藤泉展